# أدب الطبيب
أدب الطبيب هو كتاب عربي تاريخي عن أخلاقيات مهنة الطب، من تأليف إسحاق بن علي الرهاوي، وهو طبيب من القرن التاسع. كما يوحي الاسم، فهو يركز على الأدب، وتحديدًا المفهوم الإسلامي للآداب والأخلاق الشخصية، كما هو محدد في سياق طبي. من أقدم النصوص عن أخلاقيات الطب الإسلامي، وقد أطلق عليه الإنجاز الملكي للأعمال المبكرة المتعلقة بالأدب في الطب.
ويعود الفضل في إعادة هذا الكتاب للواجهة للباحث التركي/الألماني فؤاد سزكين. الذي عثر عليه بشكل مخطوطة في مكتبة السليمية بمدينة أدرنة التركية منسوخة سنة 748 هـ. ونشر المخطوطة مصورة كما هي سنة 1975. 

## التأثير
ولد الرهاوي مسيحيًا، على الأرجح من الطائفة النسطورية التي انفصلت عن المسيحية السائدة عام 530. على الرغم من أنه ليس واضحًا تمامًا، إلا أنه على الأرجح كان لا يزال مسيحيًا عندما كتب أدب الطبيب. وعلى الرغم من معتقداته، فإن أدب الطبيب هو في الأساس نص إسلامي مبني على المعتقدات والممارسات الإسلامية. بسبب التأثير الإسلامي القوي في كتابه، عارض بعض العلماء المعاصرين هذا التفسير، مبررين بأن المسلم الكامل فقط هو الذي يمكن أن ينتج مثل هذا النص.
يعتمد أدب الطبيب على أعمال العديد من الفلاسفة والمسؤولين الطبيين من المسلمين والمسيحيين الشرق أوسطيين، مثل الكندي وحنين بن إسحاق. ومع ذلك، فهي تستمد كذلك من تقاليد تاريخية أخرى أيضًا، لا سيما تلك الموجودة في اليونان القديمة. يتضمن الكتاب موضوعات واقتباسات مباشرة من فلاسفة يونانيين مثل أرسطو وأفلاطون وأبقراط، من بين آخرين. كما أنها تقترض بشكل خاص من كتابات الطبيب الروماني البارز جالينوس. على الرغم من شمولته في الاستشهاد بتأثيراته، إلا أن الرهاوي لم يذكر أو يعترف بأي نصوص سابقة تتناول على وجه التحديد أخلاقيات الطب الإسلامي، مما يشير إلى أن هذا الكتاب ربما كان أول عمل حول هذا الموضوع.
نظرًا لأن الأعمال الإسلامية المعاصرة واللاحقة قد أُهملَت نسبيًّا في التحليل، فمن الصعب التأكد من تأثير الرهاوي على المفكرين اللاحقين في هذا المجال. ولكن بالنظر إلى أبحاث الرهاوي المُكثَّفة واعتماده على التقاليد القديمة، والدرجة التي اتبعت بها أخلاقيات الطب الإسلامي أفكاره، فمن المرجح أن كتاب الرهاوي قد لقي استحسانًا وقبولًا بشكل عام.

## المحتوى
ينقسم أدب الطبيب إلى عشرين فصلًا، يتناول كل منها موضوعًا محددًا لأخلاقيات مهنة الطب. تنقسم إلى ثلاث فئات عامة: سلوك الطبيب، وسلوك المريض، وسلوك الجمهور بشكل عام تجاه مهنة الطب ومرضاهم. يغطي النص المعتقدات والممارسات الشخصية للطبيب، ويولي أهمية كبيرة لإيمانه بالله والصحة الشخصية والنظافة الشخصية، وكذلك أسلوبه مع زملائه والممرضات والمرضى. يؤكد الرهاوي على احترام الطبيب لدى المرضى والزوار، حتى أنه يسمح للطبيب بنقض رغبات المريض عندما يكون ذلك ضروريًّا لصحته. يقول إنه يجب وضع الأطباء في مرتبة عالية في التسلسل الهرمي الاجتماعي، بأجر كافٍ وذلك لسببين: كي لا يُجبرون على العمل في أعمال أخرى، وكي تُصبِح مهنةً يتطلع إليها الصغار، كما أنه يُوعِز للأطباء أيضًا عدم التباهي بثرواتهم. يقول الرهاوي إن الرسوم المفروضة على المرضى الأغنياء يجب أن تكون كافية لتغطية نفقات المرضى الفقراء الذين لا يستطيعون دفع نفقاتهم، وإلا فإن الرعاية الطبية لكل من الأغنياء والفقراء ستُعاني.
في أدب الطبيب، يناقش الرهاوي أيضًا الممارسات التشريعية والعقوبات للأطباء الزائفين وغير الأكفاء. للتخلص من الدجالين، فإنه يدعو إلى الفحوصات والتراخيص الطبية، التي يعتمد محتواها بشكل كبير على أعمال جالينوس. وهو يشجع الأطباء على الاحتفاظ بسجلات لأعراض المريض وعلاجاته وتطوره، بحيث يمكن مراجعته من قبل أقرانه في حالة وفاة المريض تحت رعايته. على الرغم من اعترافه بأن بقاء المريض ليس ممكنًا دائمًا وأن الأمر متروك لله في النهاية، إلا أن الرهاوي يوصي بفرض عقوبات شديدة على الأطباء الذين يسمحون للمرضى بالوفاة من خلال الإهمال، حتى الإعدام.

## وصلات خارجية
- نسخة للمطالعة من تحقيق الدكتور كمال السامرائي  والدكتور داود سلمان علي  - أدب الطبيب للرهاوي - موقع جامع الكتب الإسلامية